# Buchung auf Anfrage
Bei einer Buchung auf Anfrage in der Reisebranche wird eine Unterkunft, die in Buchungslisten oder Reservierungssystemen als 'ausgebucht' erscheint, noch einmal beim Leistungserbringer (Hotel, Bungalowanlage, Ferienwohnungsiedlung u. ä.) angefragt. 
Man nennt diesen Vorgang deswegen 'Buchung' auf Anfrage, weil der Kunde zunächst einmal einen Reisevertrag schließen muss, obwohl die Unterkunft noch nicht bestätigt ist. Wird die angefragte Unterkunft fest bestätigt, kann der Kunde den geschlossenen Reisevertrag nur unter Einhaltung der mit dem Reiseveranstalter vereinbarten Auflösungsbedingungen (Stornogebühren) wieder auflösen. Wird die angefragte Unterkunft jedoch nicht bestätigt, so gilt der geschlossene Reisevertrag als von beiden Seiten ohne Bedingungen wieder aufgelöst. 
Eine Buchung auf Anfrage ist also ein rechtlich verbindlich geschlossener Reisevertrag, bei dem die Unterkunft noch nicht bestätigt ist.